# غيسلين دوبونت
غيسلين دوبونت (بالفرنسية: Ghislaine Dupont)‏ هي صحفية ومراسلة عسكرية فرنسية، ولدت في 13 يناير 1956 في باريس في فرنسا، وتوفيت في 2 نوفمبر 2013 في كيدال في مالي.